# Assens Kirke
For kirken i købstaden Assens på Fyn, se Vor Frue Kirke (Assens).
Assens Kirke er beliggende i Assens i Falslev-Vindblæs Sogn. Kirken er bygget som kapel 1923 og anneks kirke til Falslev Kirke fra 1931. Kirken er blevet udvidet i nyere tid.

## Eksterne kilder og henvisninger
- Assens Kirke hos KortTilKirken.dk

- Wikimedia Commons har flere filer relateret til Assens Kirke